# 烏拉卡 (聖地牙哥區)
烏拉卡（西班牙語：Urracá），是巴拿馬的城鎮，位於該國中西部，由貝拉瓜斯省的聖地牙哥區負責管轄，面積62.1平方公里，2010年人口1,399，人口密度每平方公里22.5人。